# Ro-Zangelo Daal
Ro-Zangelo Daal (Amsterdam, 10 febbraio 2004) è un calciatore olandese, attaccante dell'AZ Alkmaar.

## Carriera

### Club
È cresciuto nel settore giovanile dell'AZ Alkmaar, con cui ha firmato il primo contratto professionistico nell'estate del 2021. Ha debuttato nel calcio professionistico il 1º aprile 2022 giocanco con il Jong AZ Alkmaar l'incontro di Eerste Divisie perso 1-0 contro il Jong PSV.
Il 7 novembre 2024 ha esordito in prima squadra nell'incontro di UEFA Europa League vinto 3-1 contro il Fenerbahçe dove ha realizzato anche la sua prima rete. Il 7 gennaio 2025 è stato promosso in pianta stabile in prima squadra.

### Nazionale
Ha giocato nella nazionale olandese Under-18.

## Statistiche

### Presenze e reti nei club
Statistiche aggiornate al 22 maggio 2025.
| Stagione        | Squadra         | Campionato      | Campionato | Campionato | Coppe nazionali | Coppe nazionali | Coppe nazionali | Coppe continentali | Coppe continentali | Coppe continentali | Altre coppe | Altre coppe | Altre coppe | Totale | Totale | Totale |
| Stagione        | Squadra         | Comp            | Pres       | Reti       | Comp            | Pres            | Reti            | Comp               | Pres               | Reti               | Comp        | Pres        | Reti        | Pres   | Reti   |        |
| --------------- | --------------- | --------------- | ---------- | ---------- | --------------- | --------------- | --------------- | ------------------ | ------------------ | ------------------ | ----------- | ----------- | ----------- | ------ | ------ | ------ |
| apr.-giu.2022   | Jong AZ Alkmaar | 1D              | 2          | 0          | -               | -               | -               | -                  | -                  | -                  | -           | -           | -           | 2      | 0      |        |
| 2022-2023       | Jong AZ Alkmaar | 1D              | 12         | 2          | -               | -               | -               | -                  | -                  | -                  | -           | -           | -           | 12     | 2      |        |
| 2023-2024       | Jong AZ Alkmaar | 1D              | 32         | 6          | -               | -               | -               | -                  | -                  | -                  | -           | -           | -           | 32     | 6      |        |
| 2024-2025       | Jong AZ Alkmaar | 1D              | 20         | 5          | -               | -               | -               | -                  | -                  | -                  | -           | -           | -           | 20     | 5      |        |
| 2024-2025       | AZ Alkmaar      | ED              | 3          | 0          | CO              | 0               | 0               | UEL                | 4                  | 1                  | -           | -           | -           | 7      | 1      |        |
| Totale carriera | Totale carriera | Totale carriera | 69         | 13         |                 | 0               | 0               |                    | 4                  | 1                  |             | -           | -           | 74     | 14     |        |